# NFL Street
NFL Street est un jeu vidéo de football américain développé par EA Tiburon et édité par Electronic Arts . Il a été initialement publié sur PlayStation 2, GameCube et Xbox le 13 janvier 2004. Barry Sanders des Lions de Détroit, Shannon Sharpe des Broncos de Denver et Ricky Williams des Dolphins de Miami ornent la couverture du jeu. La série a continué avec NFL Street 2 et NFL Street 3.

## Gameplay
Semblable à la série Blitz, Street est un type de football américain à sept contre sept, inspiré à peu près de sa variante informelle, le football de rue . Les joueurs de la NFL dans le jeu portent des vêtements de ville au lieu de casques et d'uniformes (bien que les joueurs puissent porter des maillots de football). Comme les autres jeux de football américain, NFL Street a des règles de football de base, mais le gameplay ne gère pas les fautes ou de pénalités, conduisant naturellement à un gameplay beaucoup plus agressif que son homologue réel. Cependant, pour maintenir le statut "IronMan", il n'y a pas de blessures dans le jeu.
Une caractéristique importante du jeu est les "points de style", que le joueur peut gagner en réussissant des mouvements de style (ce qui inclut faire un jeu énorme ou narguer l'autre équipe pendant le jeu). Assez de points de style vaudront au joueur un "Gamebreaker", qui dure tout le match. Le concept de Gamebreaker est tiré de NBA Street .
Un Gamebreaker offensif permet au joueur de percer les défenses adverse et de réalisé facilement un touchdown. En défense, cela permet au joueur de passer facilement à travers les bloqueurs de ses adversaires, de provoquer des échappés. Bien que difficile, il est possible d'annuler un Gamebreaker en empêchant votre adversaire de marquer. De plus, un Gamebreaker peut être annulé si le joueur active le sien alors que celui de son adversaire est déjà activé. Dans cette situation, les deux Gamebreakers sont annulés. Il est également possible d'arrêter un Gamebreaker défensif en sortant des limites du terrain.

### Modes de jeu
Jeu rapide : Dans ce mode, vous sélectionnez une équipe et jouez un jeu rapide contre l'ordinateur ou un ami. Le système de notation peut être en touchdowns ou en points de style, selon le choix du joueur.

#### Pickup Game
Un jeu "Pickup Game" est identique à un jeu rapide, mais au lieu de choisir une équipe, vous et votre adversaire créez des équipes à partir d'un groupe d'environ 40 joueurs de la NFL, dont certains sont des Légendes. Dans le jeu, les équipes sont appelées "Team One" et "Team Two". Les jeux "Pickup Game" réglementaires de NFL Street autorisent chaque équipe à un repêchage (également appelé « Re ») si une équipe pense que l'assortiment aléatoire de joueurs disponibles dans le repêchage n'est pas à la hauteur. Cependant, si les deux équipes ont utilisé leur repêchage, un autre repêchage peut être effectué si les deux équipes n'aiment pas le repêchage actuel. Ceci est connu dans la communauté de la NFL Street sous le nom de "Mutual Garb".

#### NFL Challenge
C'est le mode principal du jeu. Vous créez une équipe, du logo à la taille des joueurs, et relevez une série de défis contre d'autres équipes, déverrouillant de nouveaux stades de football, équipes, équipements et points de développement pour améliorer votre équipe en relevant plusieurs défis dont la difficulté varie.

#### All NFL Pickup
Pour déverrouiller ce mode, vous devez d'abord battre le mode NFL Challenge. Les mêmes fonctionnalités s'appliquent que dans "Pickup Game", mais au lieu d'un pool de 40 joueurs, vous pouvez choisir parmi n'importe lequel des joueurs du jeu, y compris les Legends. Vous pouvez choisir 1-2 joueurs de n'importe quelle équipe, à l'exception des équipes de code de triche.

### Listes
Les alignements sont basés sur l'alignement de la NFL de 2003, avec quelques anciens joueurs comme NFL Legends.

## Accueil
En juillet 2006, la version PlayStation 2 de NFL Street s'était vendue à 950 000 exemplaires et avait rapporté 37 millions de dollars aux États-Unis. Next Generation l'a classé comme le 58e jeu le plus vendu lancé sur PlayStation 2, Xbox ou GameCube entre janvier 2000 et juillet 2006 dans ce pays. Les ventes de consoles combinées des jeux NFL Street sortis dans les années 2000 ont atteint 2 millions d'unités aux États-Unis en juillet 2006.
NFL Street a reçu des critiques "favorables" sur toutes les plateformes selon l'agrégateur de critiques de jeux vidéo Metacritic. Il a reçu une position de finaliste dans la catégorie des prix 2004 du "Meilleur jeu de sport alternatif GameSpot sur toutes les plateformes, s'inclinant face à Mario Power Tennis.